# Water (album de Gregory Porter)
Pour les articles homonymes, voir Water.
Albums de Gregory Porter
Be Good
(2012)
Water est le titre du premier album du chanteur américain Gregory Porter. Il est sorti le 1er novembre 2010 sous le label Motéma Music. Cet album marque le début de la carrière de Gregory Porter aux États-Unis avec une nomination pour le Grammy Awards du Meilleur album de jazz vocal en 2011. Water est également un succès critique. Gregory Porter est ainsi élevé au rang de prochaine grande star masculine du jazz.

## Composition
L'album est enregistré entre le 19 août et le 20 août 2009. La plupart des titres traitent d'histoires d'amours tristes comme Illusion et Pretty  ou bien protestent pour les droits civiques des afro-américains comme 1960 What?, qui retrace les émeutes de Détroit en 1967. Gregory Porter reprend également Black Nile du saxophoniste Wayne Shorter en y ajoutant des paroles. Il signe aussi une interprétation a cappella de Feeling Good, rendu célèbre par Nina Simone notamment.

## Accueil
Aux États-Unis, Water sort le 1er novembre 2010. Il entre au Billboard Top Jazz Albums à la 40e place et y reste deux semaines. Le journaliste américain Michael G. Nastos affirme sur AllMusic que Gregory Porter chante « avec une grande conviction […] dans chaque titre ». Il le présente même comme « la future grande star masculine du jazz ». En 2011, le chanteur est nommé aux Grammy Awards dans la catégorie Meilleur album de jazz vocal pour Water. Gregory Porter rencontre également un succès naissant outre-Atlantique. Au Royaume-Uni, Kevin Le Gendre de BBC est impressionné par l'interprétation « forte en émotions » dégagée par Feeling Good. En France, on parle d'un « album fluide et prometteur ». Le 7 novembre 2011, Gregory Porter est invité par TSF Jazz pour promouvoir un « album magnifique » selon la radio.

## Promotion
Gregory Porter entame une série de concerts au cours de l'année 2011. Il parcourt les États-Unis et certains pays d'Europe comme la France, les Pays-Bas et le Royaume-Uni. Pendant sa tournée anglo-saxonne, Gregory Porter fait la connaissance de Jools Holland et de Jamie Cullum,.

## Liste des pistes
| 1.    | Illusion      | Gregory Porter                   | 3:03  |
| 2.    | Pretty        | Gregory Porter                   | 6:20  |
| 3.    | Magic Cup     | Gregory Porter                   | 6:12  |
| 4.    | Skylark       |                                  | 8:19  |
| 5.    | Black Nile    | Wayne Shorter                    | 4:56  |
| 6.    | Wisdom        | Daniel Jackson et Gregory Porter | 9:31  |
| 7.    | 1960 What?    | Gregory Porter                   | 12:27 |
| 8.    | But Beautiful |                                  | 5:35  |
| 9.    | Lonely One    | Gregory Porter                   | 5:42  |
| 10.   | Water         | Gregory Porter                   | 4:02  |
| 11.   | Feeling Good  | Anthony Newley                   | 3:01  |
| 69:08 |               |                                  |       |

## Crédits album
| - Gregory Porter - voix principale - Kafele Bandele - trompette - Chip Crawford - piano, arrangeur - Emanuel Harrold - percussions - Aaron James - contrebasse - Chuck McPherson - percussions - Yosuke Sato - saxophone - James Spaulding - saxophone - Robert Stringer - trombone - Curtis Taylor - trompette - Melvin Vines - trompette | - Geoff Countryman - ingénieur du son - Kamau Kenyatta - producteur, arrangeur - Tyler McDiarmid - ingénieur du son - Kaitlin Doorley - direction artistique - Jim Lafferty - photographie - Siddhartha Mitter - textes sur la pochette - Gregory Porter - Daniel Jackson - Anthony Newley - Wayne Shorter |

## Classements de l'album
| Pays                                 | Classement |
| ------------------------------------ | ---------- |
| États-Unis Billboard Top Jazz Albums | 40         |
| Pays-Bas MegaCharts                  | 40         |